# Звєрєв Олександр Михайлович
Олександр Михайлович Звєрєв (нар.22 червня 1962  / 22 січня 1960 , Сочі) — радянський тенісист, згодом - тренер. Батько німецьких тенісистів Михайла Звєрєва і Олександра Звєрєва, чоловік радянської тенісистки Ірини Звєрєвої (Фатєєвої).

## Біографія
Учень Л. С. Мадельяна. Відомий виступами за збірну СРСР в Кубку Девіса. В одиночному розряді виграв 12 матчів з 26, в парному - 6 з 10. Найвище досягнення - участь в першому колі Світової групи в 1982, 1985, 1986 роках. Чемпіон Європи в одиночному (1982) і чоловічому парному (1983) розряді. Переможець міжнародних турнірів в Сочі (1980), Греції (1980), Юрмалі (1982), Болгарії (1982), Москві (Зимовий міжнародний турнір, 1984), ФРН (1984). Чемпіон ігор «Дружба-84» в одиночному розряді і срібний призер в парному розряді (з Сергієм Леонюком).
Заслужений майстер спорту СРСР (1991). Триразовий переможець чемпіонатів СРСР в одиночному (1979, 1981, 1984) і чотириразовий — в чоловічому парному розряді (1983, 1985, 1986 — з Сергієм Леонюком, 1988 - з Володимиром Габрічідзе). Двічі (у 1982 і 1984 роках ) очолював рейтинг найсильніших тенісистів СРСР.
У 1988-1991 роках — тренер команди майстрів ЦСКА. В 1991-95 роках — тренер тенісного клубу Мельна (Німеччина), з 1995 року — тренер в тенісному клубі Гамбурга.
Його сини Міша і Олександр виступають за Німеччину.